# Göller-Gippel-Zug
Der Göller-Gippel-Zug ist eine Gebirgsgruppe der Niederösterreichischen Kalkalpen in Niederösterreich, im Grenzgebiet zur Steiermark.

## Geographie

### Lage und Landschaft
Der Göller-Gippel-Zug befindet sich um die 45 Kilometer südlich von Sankt Pölten und 25 Kilometer nordwestlich von Mürzzuschlag, zwischen dem Tal der Unrechttraisen und oberstem Mürztal. Er erstreckt sich in West-Ost-Richtung von den Quellen der Salza etwa 20 km bis an das obere Schwarzatal, bei einer Breite von etwas unter 10 km.
Der Kamm bildet eine zentrale Gruppe der Steirisch-niederösterreichischen Kalkalpen, die die Verbindung von deren südlichem Zug zwischen Enns und Mürz (Hochschwab, Veitsch) zu den alpineren Stöcken der Ybbstaler und Lassingalpen westlich wie auch zu den Wiener Hausbergen östlich darstellt.
Ihre Hauptberge sind der Göller (1766 m ü. A.) und der Gippel (1669 m ü. A.), zwei mächtige Kalkstöcke der Kalkhochalpen.
Politisch fällt sie vollständig nach Niederösterreich, da die steirische Landesgrenze den Südwestfuß des Göllers entlangführt. Sie bildet teils die Grenze Bezirk Lilienfeld zu Neunkirchen, also Landschaftsgrenze vom Mostviertel zum Industrieviertel. Südlich von Gippel und Göller liegt aber mit der Katastralgemeinde Herrschaftsgründe der Gemeinde St. Aegyd am Neuwalde eine orographische Exklave. Der Ostteil fällt gänzlich in das Gemeindegebiet Schwarzau im Gebirge.

### Umgrenzung und benachbarte Gebirgsgruppen
Nach der österreichischen Gebirgsgruppengliederung nach Trimmel hat die Gruppe die Nummer 1840 und gehört als Teilgruppe zu den Untergruppe der Niederösterreichischen Kalkalpen (1800). Die Alpenvereinseinteilung der Ostalpen (AVE) sortiert sie – ohne sie explizit zu benennen – zu den Mürzsteger Alpen, den Bergen des oberen Mürztales.
Sie umgrenzt sich nach Trimmel (von Nordwest im Uhrzeigersinn, Grenzzüge kursiv, Hoch- und Tiefpunkte mit Kote):
- im Nordwesten Salza von Terz aufwärts – Rotenbach –  Gscheid – Kernhofer Gscheid (970 m ü. A.) – Keertal – Keerbach über Kernhof – St. Aegyd – Unrechttraisen abwärts bis Kroatendorf (Mündung Seebach 537 m ü. A.) zu den Türnitzer Alpen (1830)
- im Nordosten Seebach – Sattel zwischen Haselstein und Schwaigerkogel (ca. 903 m ü. A.) – Wassertal – Trauchbach – Schwarza (bei Trimmel anfangs als Tiefentalbach genannt) abwärts über Gschaiderwirt und Schwarzau Markt bis Voismaut (589 m ü. A.) zu den Gutensteiner Alpen (1860)
- im Südosten kurz Schwarza weiter bis Singerin – Nassbach – Preinbach – Gscheidlhöhe (970 m ü. A.) – Stille Mürz bis Mündung Kriegskogelbach (Kaltwagl, 884 m ü. A.) zu den Schneebergalpen (1850, Rax-Schneeberg-Gruppe)
- im Südwesten Kriegskogelbach – Lahnsattel (1016 m ü. A.) – Terzbach – Terz zur Hochschwabgruppe (1740, Teil der Obersteirischen Kalk- und Schieferalpen)

### Gliederung und Gipfel
Die Gruppe gliedert sich in drei Stöcke:
- den Göller (Hauptgipfel 1766 m ü. A., Nebengipfel Terzer Göller und Kleiner Göller) mit nördlichen Vorbergen Gschieß (1442 m ü. A.) und Gsenger (1016 m ü. A.) – Trimmel Nr. 1841
- den Gippel (Hauptgipfel 1669 m ü. A.) mit Schnaizstein (1546 m ü. A.) und Schwarzauer Gippel (1605 m ü. A.) am Grat, sowie dem nordwärts streichenden Grat Bärenköpfl – Schwaigerkogel (948 m ü. A.) – Nr. 1842
- den Obersberg (1467 m ü. A.) bei Schwarzau, mit Fegenberg (Großer 1186 m ü. A.) und Sulzberg (1021 m ü. A.) – Nr. 1843

Die Grenzen dieser Gruppen sind Kernhof – Waldhüttsattel (1266 m ü. A.) – Saugraben – Stangelbach respektive Trauch – oberer Trauchbach – Mistelbacher Höhe (Kote 1306) – Schlagerbach – Preintal

## Hydrographie und Geologie
Als Teil des Alpenhauptkammes leitet der Göller-Gippel-Zug von dessen Hauptverlauf südlich der Inn–Salzach–Enns-Linie zu dem an die Wiener Pforte ausstreichenden Ostende, das nicht mehr wirklich den Zentralkamm der Alpen darstellt, sondern den Verlauf des nördlichen Astes der Ostalpen im alpidischen System Mitteleuropas zu den Karpaten darstellt. Als Nordgrenze des Einzugsgebietes der Mürz trennt sie aber die grundlegenden Flussgebiete Österreichs: die Südwestflanke geht über die Mürz zur Mur (Flussgebietseinheit Mur), der Nordwesten über die Unrecht Traisen zur Traisen (Flussgebietseinheit Donau unterhalb Jochenstein), die Osthälfte zur Schwarza der Leitha (Flussgebietseinheit Leitha, Raab und Rabnitz, östliches Alpenvorland, Flüsse über Ungarn). Der Tripelpunkt dieser Einheiten liegt auf der Gippelmauer.
Die Gruppe gehört vollständig zu den Nördlichen Kalkalpen der Nordalpen (Ostalpines Permomesozoikum, Trias–Unterkreide). Geprägt ist sie von der Göller-Decke als Teildecke der Ötscher-Decke, die von den Ennstaler Alpen bis Wien streicht. Sie besteht großteils aus einer Masse bankiger Hauptdolomit (hier Oberkarn–Obernor, 230–210 mya). Die Nordgrenze der Gruppe (Untrechtraisen–Trauchbach) ist die Schichtgrenze zum älteren Wetterstein. Gipfelgrat und Südflanke des Gippel und der Fegenberg sind aber jüngerer dickbankiger Dachsteinkalk (Anningerkalk, Norium–Rhätium, um 210 mya), seine Gipfelflur Flachwassergosau (viel jüngere Ablagerungen der Kreidezeit, um 100 mya), dieselbe bildet auch die Talungen Preintal und Hirschbach. Die Südflanke des Obersbergs und die Gipfel des Fegenbergs sind – wie der Schneeberg – jüngere Wettersteinkalk-Lagune respektive Riff und Riffschutt; (Ladinium – Unteres Karnium, um 240–230 mya), von hier bis zum Lahnsattel finden dann auch Gutensteiner und Hallstätter Kalke wie auch Werfen-Formation. Diese Südkante der Gruppe ist Teil der SEMP-Linie Salzach–Ennstal–Mariazell–Puchberg.
Höhlen hat die Gruppe vergleichsweise wenige, eine Gruppe findet sich in der Preinleiten bei Reithof.